# Juru (ort i Brasilien, Paraíba, Juru)
Juru är en ort i Brasilien.   Den ligger i kommunen Juru och delstaten Paraíba, i den östra delen av landet, 1 400 km nordost om huvudstaden Brasília. Juru ligger 588 meter över havet och antalet invånare är 3 796.
Terrängen runt Juru är lite kuperad. Runt Juru är det ganska glesbefolkat, med 35 invånare per kvadratkilometer.. Närmaste större samhälle är Tavares, 12,8 km sydväst om Juru.
Omgivningarna runt Juru är huvudsakligen savann.